# Aeropuerto Internacional de Quetta
El Aeropuerto Internacional de Quetta (IATA: UET, OACI: OPQT) está ubicado en Quetta, capital de la provincia de Balochistan, Pakistán.

## Historia
El aeropuerto está conectado con las ciudades locales así como sirve de centro de operaciones domésticas con algunas aerolíneas. Los vuelos internacionales sólo son servidas actualmente por la compañía nacional PIA aunque la ciudad ha contado con compañías regionales como Iran Aseman Airlines y Ariana Afghan en el pasado. 

## Aerolíneas y destinos

### Domésticos
- Pakistan International Airlines (Gwadar, Islamabad, Karachi, Lahore, Multan, Panjgur, Turbat)

### Internacionales
- Pakistan International Airlines (Dubái)

### Carga
- Askari Aviation